# Samuel Simons
Samuel Simons (*  1792 in Bridgeport, Connecticut; † 13. Januar 1847 ebenda) war ein US-amerikanischer Politiker. Zwischen 1843 und 1845 vertrat er den vierten Wahlbezirk des Bundesstaates Connecticut im US-Repräsentantenhaus.

## Werdegang
Nach einer guten Grundschulausbildung übte Samuel Simons verschiedene lokale Ämter aus und unterrichtete als Lehrer. Nach einem Medizinstudium begann er in Bridgeport als Arzt zu arbeiten. Außerdem schlug er eine politische Laufbahn als Mitglied der Demokratischen Partei ein. Im Jahr 1830 wurde er in das Repräsentantenhaus von Connecticut gewählt. Simons war auch Direktor einer lokalen Eisenbahngesellschaft und Treuhänder der Bridgeport Savings Bank.
Bei den Kongresswahlen des Jahres 1842 wurde er im vierten Distrikt von Connecticut in das US-Repräsentantenhaus in Washington, D.C. gewählt. Dort trat er am 4. März 1843 die Nachfolge von Thomas Burr Osborne von der Whig Party an. Bis zum 3. März 1845 absolvierte er aber nur eine Legislaturperiode im Kongress, während der er Vorsitzender des Committee on Engraving war. Diese Zeit war von den Diskussionen um einen möglichen Anschluss der seit 1836 von Mexiko unabhängigen Republik Texas an die Vereinigten Staaten bestimmt.
Nach seiner Zeit im US-Repräsentantenhaus arbeitete Simons wieder als Arzt in Bridgeport. Dort ist er im Jahr 1847 auch verstorben.